# Karl von Reyher
Karl Friedrich Wilhelm Reyher, von Reyher depuis 1828 (né le 21 juin 1786 à Groß Schönebeck et mort le 7 octobre 1857 à Berlin) est un général de cavalerie prussien, ministre de la Guerre dans le gouvernement de Ludolf Camphausen pendant la révolution de 1848 et également chef d'état-major depuis 1848.

## Biographie

### Origine

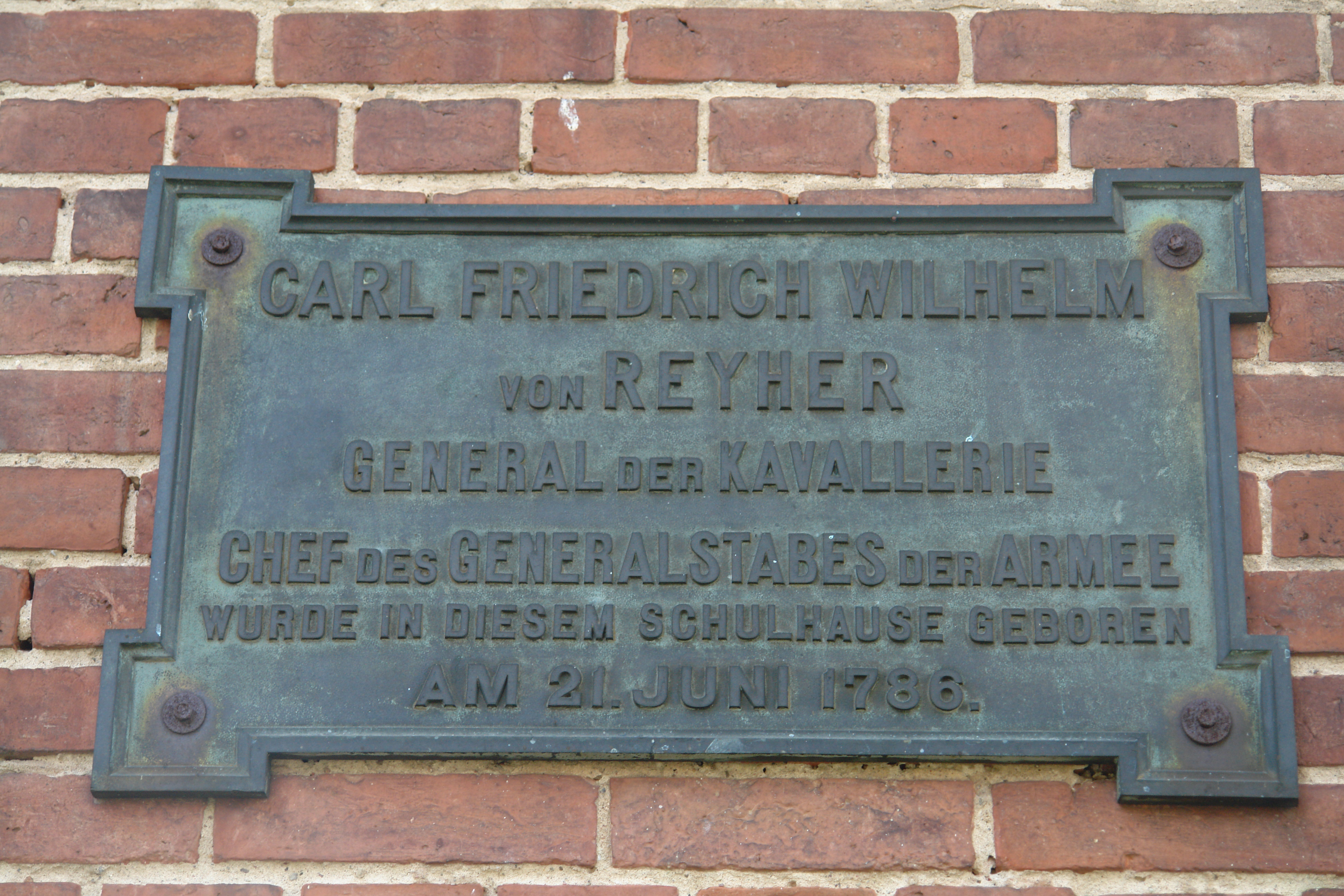
Plaque commémorative sur sa maison natale, à Groß Schönebeck

Karl est le fils de Johann Samuel Reyher, chantre et professeur de Groß Schönebeck, et de sa seconde épouse Johanna Karoline, née Eckart, fille d'un commis forestier. Sa maison natale, l'ancienne école du village, est conservée.

### Carrière militaire
À l'âge de treize ans, il doit quitter l'école et occuper un emploi. Il commence d'abord une formation de commis officiel avant d'entrer volontairement dans le service militaire en 1802. Il est promu au secrétaire général régimentaire du régiment d'infanterie du général von Winnig et est bientôt nommé sous-officier. Il participe à la guerre de la Quatrième Coalition au sein de la troupe. Après la défaite prussienne, Reyher s'engage dans le corps franc de Ferdinand von Schill. Celui-ci le nomme sergent et secrétaire personnel. Avec Schill, Reyher rejoint en 1808 le 2e régiment de hussards brandebourgeois en tant que sergent et secrétaire de régiment. Lors des actions arbitraires de Schill, Reyher est blessé en 1809 et est incorporé avec le reste de la troupe dans le régiment d'uhlans prussien-occidental. Reyher sert d'aide de camp à son commandant Yorck, puis comme adjudant. Après avoir réussi l'examen d'officier, il est promu sous-lieutenant en 1810. Au début de la campagne d'Allemagne, Reyher est nommé adjudant de brigade et participe à la bataille de Lützen. Suivent ensuite la bataille de Bautzen et la rencontre de Reichenbach, la bataille de la Katzbach et d'autres escarmouches. Reyher est promu adjudant général sous le général Katzler. Il sert également dans la campagne de France en 1814 à la satisfaction de ses supérieurs et est promu premier lieutenant. Il reçoit la croix de fer de 1re classe, que seuls sept autres lieutenants ont reçue à part lui pendant la campagne. Reyher devient ensuite aide de camp du général Yorck. Pendant la campagne de 1815, Reyher participe à la bataille de Ligny et d'autres escarmouches. Il est promu major pour ses services.
Après la fin de la guerre, Reyher reste d'abord avec les forces d'occupation en France. Il y enseigne, entre autres, dans une école de guerre de campagne. En 1818, il retourne en Prusse et sert dans l'état-major général. En 1824, Reyher devient chef d'état-major général du 6e corps d'armée et est élevé à la noblesse prussienne en tant que major à Berlin le 18 septembre 1828. En 1830, il devient chef d'état-major du corps d'armée commandé par le prince Guillaume. En 1840, Reyher passe au ministère de la Guerre, où il devient chef du Département général de la Guerre.
Au ministère de mars Camphausen-Hansemann, Reyher reprend d'abord le ministère de la Guerre pendant quelques semaines. Il est responsable de la réoccupation militaire de la capitale en avril, après le retrait de l'armée de Berlin en mars. Le 1er mai 1848, Reyher devient chef de l'état-major général de l'armée. Il conserve cette position jusqu'à sa mort. Il est également temporairement membre de la seconde chambre de Prusse, où il appartient à la droite.

### Famille
Reyher se marie le 31 juillet 1820 à Königsberg avec Ida Charlotte Baumann (née le 19 novembre 1797 à Varsovie et morte le 24 octobre 1874 à Berlin). Elle est la fille aînée du président de district Theodor von Baumann. Le mariage a quatre enfants :
- Pauline (morte le 13 mai 1870), dame d'honneur
- Maria Karoline Elisabeth (née le 26 janvier 1828 à Breslau et morte le 30 avril 1896) mariée en 1856 avec Hermann Alexander Alfons von Bojanowski (de) (né le 11 septembre 1805 et mort le 10 juillet 1868), lieutenant général royal prussien
- Ida Mathilde (née le 22 août 1830 à Berlin et morte le 3 avril 1879)
- Anna Louise Henriette (née le 21 octobre 1836 à Berlin) mariée avec Armand von Hilchenbach (née le 4 juin 1829), chambellan de l'électorat de Hesse (élevé à la noblesse prussienne le 29 mars 1867)[1]